# Vénus, Mars et l'Amour
Vénus, Mars et l'Amour – ou Vénus, Cupidon et Mars – est un tableau réalisé par le peintre italien Le Guerchin en 1633. De format horizontal, cette huile sur toile est une peinture mythologique représentant Mars qui découvre Vénus incitant Cupidon à décocher une flèche vers le spectateur. Vêtu de son armure, le Dieu romain de la guerre écarte un rideau qui lui révèle la déesse de la beauté assise nue près d'un carquois. Elle nous désigne pour cible à son fils, le dieu de l'amour, qui derrière elle bande déjà son arc pour nous frapper. Commande de François Ier d'Este, l'œuvre est conservée à la Galleria Estense de Modène, en Émilie-Romagne.